# Sally (film, 1929)
Pour les articles homonymes, voir Sally.
Pour plus de détails, voir Fiche technique et Distribution.
Sally est un film américain réalisé par John Francis Dillon et sorti en 1929.

## Synopsis
Sally est une orpheline qui a été abandonnée alors qu'elle était bébé au central téléphonique de Bowling Green. En grandissant dans un orphelinat, elle découvre le plaisir de danser. Dans une tentative d'économiser suffisamment d'argent pour devenir danseuse, Sally a commencé à faire des petits boulots. Alors qu'il travaillait comme serveuse dans un restaurant Childs ,  un homme du nom de Blair (Alexander Gray) commence à venir régulièrement à son travail pour la voir. Ils tombent bientôt amoureux l'un de l'autre. Sally, cependant, ne sait pas que Blair a été contraint à un engagement par sa famille avec une mondaine nommée Marcia (Nora Lane). Un jour, l'agent de théâtre Otis Hemingway Hooper, se présente et lui donne une chance de passer une audition pour un emploi. Sally, cependant, finit par perdre son emploi, ainsi que l'opportunité, lorsqu'elle laisse tomber un plateau de nourriture sur les genoux de Hooper. Finalement, Sally obtient un autre emploi à l'Elm Tree Inn, géré par Pops Stendorff. Blair arrive un jour et s'intéresse immédiatement à Sally. Il convainc Stendorff de faire danser Sally pour ses clients.
L'agent de théâtre Hooper reconnaît le talent de Sally lors de sa performance à l'Elm Tree Inn et devient son agent, convaincant Sally de se faire passer pour une célèbre danseuse russe nommée Noskerova (qui a renié son contrat) et de se produire lors d'une soirée organisée par Mme Ten Brock. . Lorsque Pops Stendorff découvre que Sally a disparu, il bloque la fête, dans l'intention de la ramener à l'Elm Tree Inn pour une représentation. Sally se révèle être un imposteur et Mme Ten Brock insiste pour qu'elle parte immédiatement. Cependant, avant de partir, Sally entend Mme Ten Brock annoncer les fiançailles de Blair et Marcia. Sally est dévastée, mais terriblement blessée, mais apprend plus tard qu'elle a été découverte par nul autre que Florenz Ziegfeld, un invité à la fête. Le manager de Sally lui présente un contrat pour jouer dans les prochaines Follies de Ziegfeld à Broadway. Après une soirée d'ouverture réussie, Sally retourne dans sa loge fleurie, sous les félicitations de ses amis et de son manager. 
Après leur départ pour qu'elle puisse changer de costume, Pop Stendorff arrive avec un gros bouquet de roses rouges, contenant une carte de Blair (ayant mis fin à ses fiançailles avec Marcia), s'excusant et demandant le retour d'une seule rose, pour la signifier le pardon. Sally offre une rose à Stendorff et sort pour se changer derrière un paravent. Stendorff déclare qu'il livrera la rose même si cela prend une semaine ou un mois, tout en faisant silencieusement signe à Blair d'entrer dans la pièce. Sally entend la porte se fermer et jette un coup d'œil derrière l'écran, et est ravie de trouver Blair, qui lui demande à nouveau pardon. Elle lui tend la main, et la scène se transforme en celle d'une grande fête de mariage sortant d'une église, pour attendre les mariés : Sally et Blair. Alors que l'heureux couple émerge, les photographes les précipitent, les exhortant à s'embrasser à la fin du film.

## Fiche technique
- Titre : Sally
- Réalisation : John Francis Dillon
- Scénario : A. P. Younger et Waldemar Young d'après la pièce de Guy Bolton et P.G. Wodehouse
- Société de production : Warner Bros. Pictures
- Musique : Leonid S. Leonardi
- Photographie : Devereaux Jennings et Charles Edgar Schoenbaum
- Direction artistique : Jack Okey
- Montage : LeRoy Stone
- Pays de production : États-Unis
- Format : Couleurs - 1,33:1
- Genre : Comédie romantique et film musical
- Durée : 103 minutes
- Date de sortie : 1929

## Distribution
- Marilyn Miller : Sally
- Alexander Gray : Blair Farrell

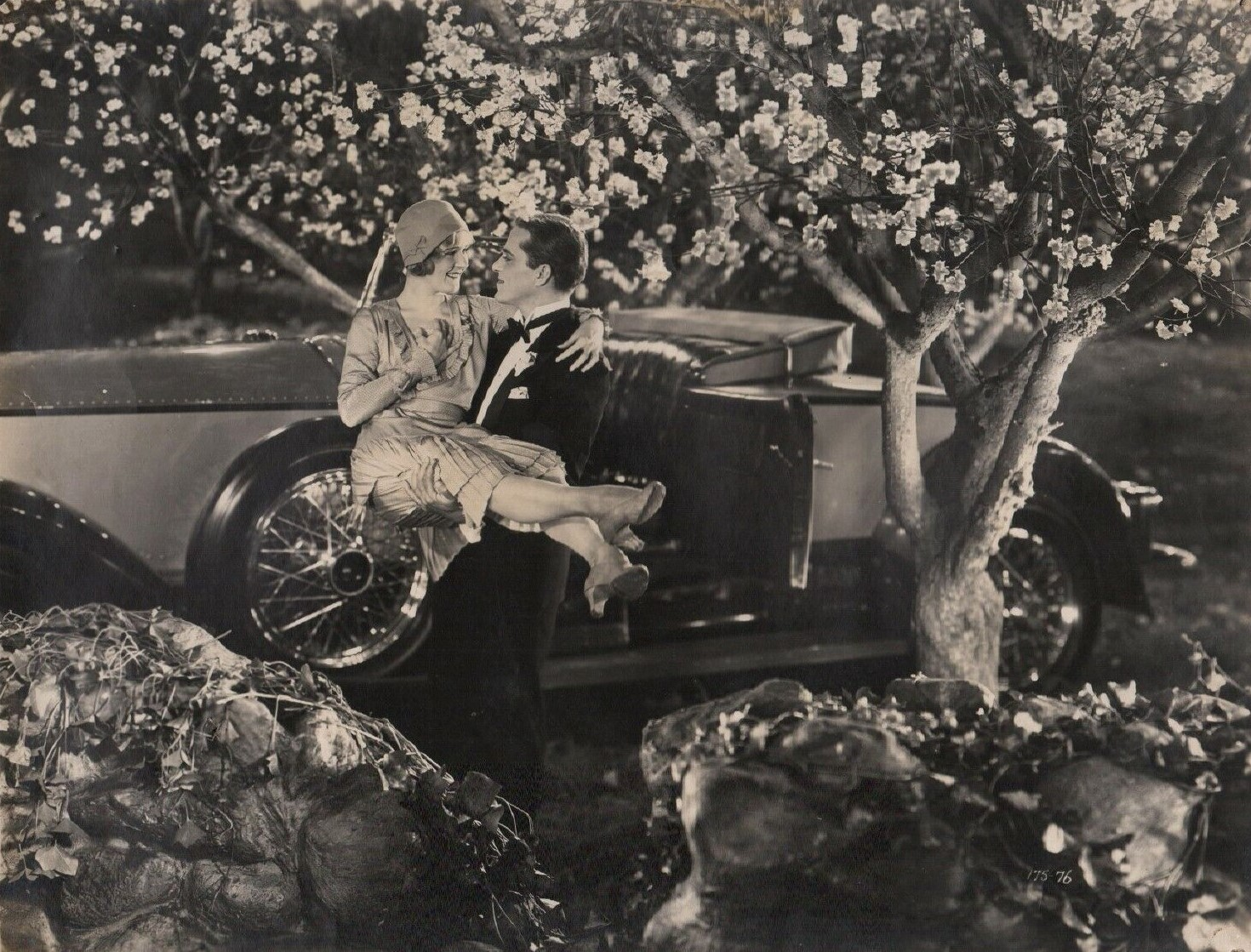
Marilyn Miller et Alexander Gray dans une scène du film.

- Joe E. Brown : Grand Duc 'Connie' Constantine
- T. Roy Barnes : Otis Hemingway Hooper
- Ford Sterling : 'Pops' Shendorff
- Maude Turner Gordon : Mme Ten Brock
- Pert Kelton : Rosie
- Nora Lane : Marcia